# Karl Georg Lebrecht af Anhalt-Köthen
Fyrst Karl Georg Lebrecht af Anhalt-Köthen (tysk: Karl Georg Lebrecht, Fürst von Anhalt-Köthen; 15. august 1730 – 17. oktober 1789) var fyrste af det lille fyrstendømme Anhalt-Köthen i det centrale Tyskland fra 1755 til sin død i 1789.

## Biografi
Karl Georg Lebrecht blev født den 15. august 1730 i Köthen i Anhalt som anden men ældste overlevende søn af Fyrst August Ludvig af Anhalt-Köthen i hans andet ægteskab med Christine Johanna Emilie, datter af Erdmann 2., Greve af Promnitz-Pless. Som ung prins gjorde Karl Georg Lebrecht kortvarigt tjeneste i den danske hær fra 1750 til 1751 og, fra november 1751, i den preussiske hær. 
Han blev fyrste af Anhalt-Köthen i 1755 ved sin fars død. Karl George Lebrecht blev udnævnt til ridder af Den Sorte Ørns Orden i 1780 og blev udnævnt til generalfeltmarskal i 1787.
Under sin deltagelse i Tyrkerkrigene i 1780'erne pådrog Fyrst Karl Georg Lebrecht sig feber og døde 59 år gammel i byen Semlin nær Beograd den 17. oktober 1789. Han blev efterfulgt som fyrste af sin ældste søn August Christian.

## Ægteskab og børn
Fyrst Karl Georg Lebrecht giftede sig den 26. juli 1763 på Glücksborg Slot i Hertugdømmet Slesvig med Prinsesse Louise Charlotte af Slesvig-Holsten-Sønderborg-Glücksborg (født 5. marts 1749 i Glücksborg, død 30. marts 1812 i Köthen), datter af Hertug Frederik af Slesvig-Holsten-Sønderborg-Glücksborg og Henriette Augusta af Lippe-Detmold. I ægteskabet blev der født seks børn.

### Børn
- Karoline Louise (født 8. januar 1767, Köthen - død 8. februar 1768, Köthen).
- August Christian Frederik, Fyrste og fra 1806 Hertug af Anhalt-Köthen (født 18. november 1769, Köthen - død 5. maj 1812, Schloss Geuz).
- Karl Vilhelm (født 5. januar 1771, Köthen - faldet i kamp ved Avesnes den 8. november 1793).
- Louise Frederikke (født 30. august 1772, Köthen - død 28. december 1775, Köthen).
- Ludvig, prins af Anhalt-Köthen (født 25. september 1778, Köthen - død 16. september 1802, Köthen).
- Frederikke Vilhelmine (født 7. september 1780, Köthen - død 21. juli 1781, Köthen).

## Eksterne links
- Wikimedia Commons har flere filer relateret til Karl Georg Lebrecht af Anhalt-Köthen
- Slægten Askaniens officielle hjemmeside Arkiveret 21. august 2018 hos  Wayback Machine

| Karl Georg LebrechtHuset AskanienFødt: 15. august 1730 Død: 17. oktober 1789 |                                     |                                 |
| Titler som regent                                                            |                                     |                                 |
| Foregående: August Ludvig                                                    | Fyrste af Anhalt-Köthen 1755 – 1789 | Efterfølgende: August Christian |